# Lunatica
Lunatica é uma banda de metal sinfônico da Suíça formada em novembro de 1998.

## História
Lunatica foi criada em novembro de 1998. As primeiras letras foram escritas por Alex (teclados) e Sandro (guitarra). Depois de uma longa procura de um vocalista, a banda encontra Andrea Dätwyler, em 2001. Imediatamente é gravado o primeiro álbum, Atlantis.
Este álbum abriu as portas a banda e seguiram-se uma série de concertos e festivais, entre eles Metaldayz festival (maior festival de metal da Suíça), onde foram eleitos a melhor banda recém-chegada.
O segundo álbum, Fables & Dreams conta com a produção de Sascha Paeth, conhecido pelo seu trabalho com bandas como Rhapsody, Kamelot, Angra, After Forever, Edguy e Heaven's Gate. Este álbum é apresentado a 16 de fevereiro de 2004 e entrou para o décimo terceiro lugar dos tops suiços, na internet.
Em fevereiro de 2009 a banda lançou seu álbum mais recente, New Shores.

## Integrantes
- Andrea Dätwyler - vocal
- Sandro D’Incau - guitarra
- Andy Leuenberger - guitarra
- Emilio MG Barrantes - baixo
- Alex Seiberl - teclado
- Ronny Wolf - bateria

### Integrantes anteriores
- Beat Brack - baixo
- Ermes Di Prisco - bateria

## Discografia

### Álbuns de estúdio
- Atlantis (2001)
- Fables & Dreams (2004)
- The Edge of Infinity (2006)
- New Shores (2009)

### Compactos
- Fable of Dreams